# プジョー・リフター
リフター（RIFTER）は、フルゴネットから派生したプジョーのレジャー・アクティビティ・ビークルである。商用車版はプジョー・パートナーである。
ステランティスグループのシトロエン・ベルランゴ、オペル・コンボ（5代目）、フィアット・ドブロ（3代目）、さらにステランティスと協業しているトヨタの欧州専売車種トヨタ・プロエースシティとの兄弟車種であり、スペインとポルトガルで生産されている。
日本市場ではステランティスグループとして、兄弟車のシトロエン・ベルランゴ、フィアット・ドブロと一体のマーケティングと販売が行われている。

## 概要
プジョー・パートナーが3代目にフルモデルチェンジするにあたって、それまで商用車仕様と同じ名称だった乗用車仕様が独立し、新たに「リフター」を名乗ることとなった。

## 初代（2018年 -）
2018年3月6日、ジュネーヴモーターショーにおいて初公開された。プラットフォームには、グループPSAの「EMP2」が採用される。フロントフェイスは他のプジョー車と共通の最新デザインが導入されていて、一目でプジョー車と分かるようになっている。欧州向けのパワートレインは1.2 Lガソリンエンジンまたは1.5Lディーゼルエンジンで一部のモデルには「EAT8」と呼ばれる8速ATが設定された。足回りは、兄弟車のシトロエン・ベルランゴと比較するとタイヤが約30mm大きく、車高も上がっている。欧州向けには5人乗りと7人乗りが用意され、全長はそれぞれ4400mm、4750mmである。また、最新の先進運転支援システム（ADAS）が充実している。

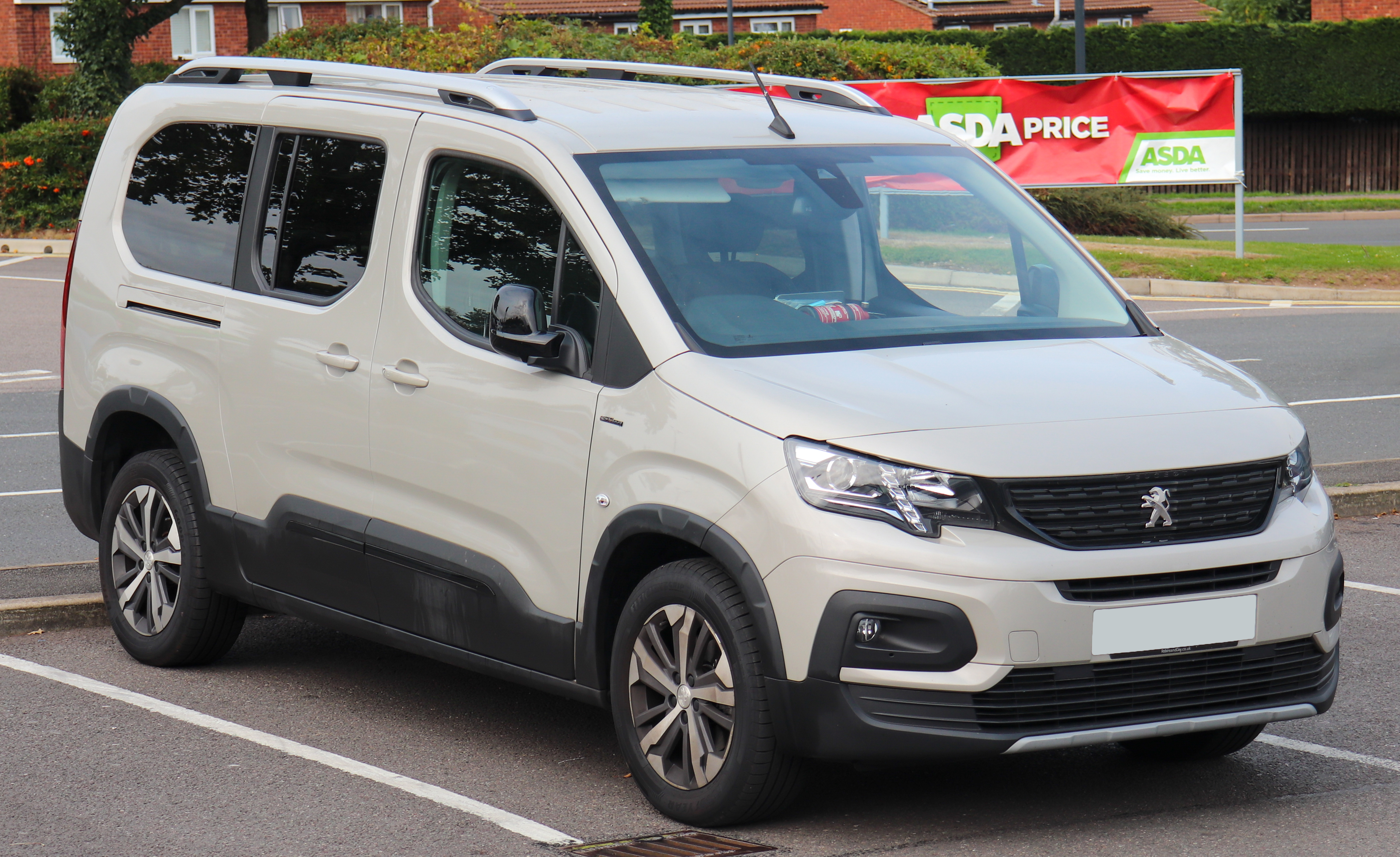
GT Line（7人乗り）
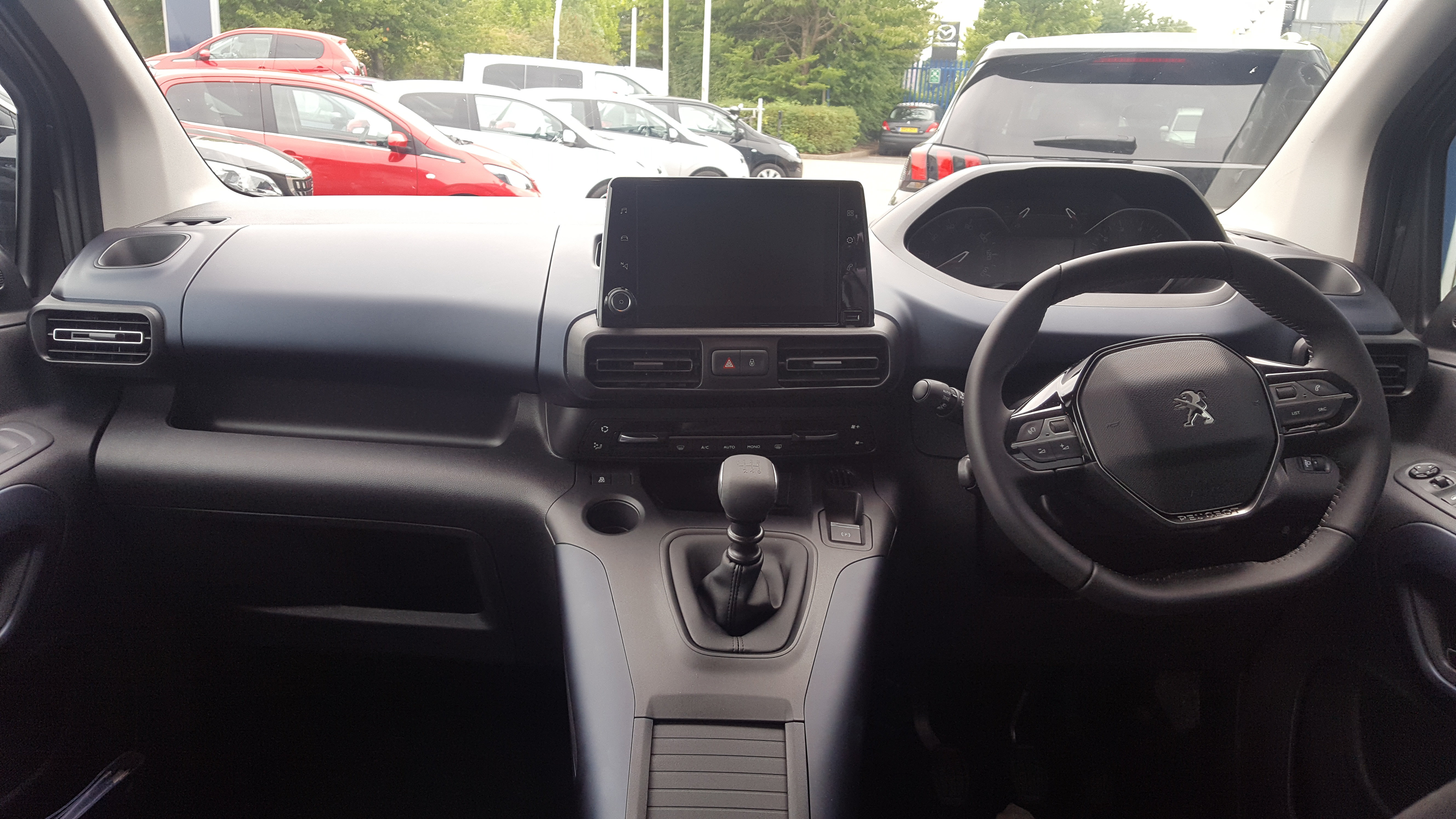
インテリア
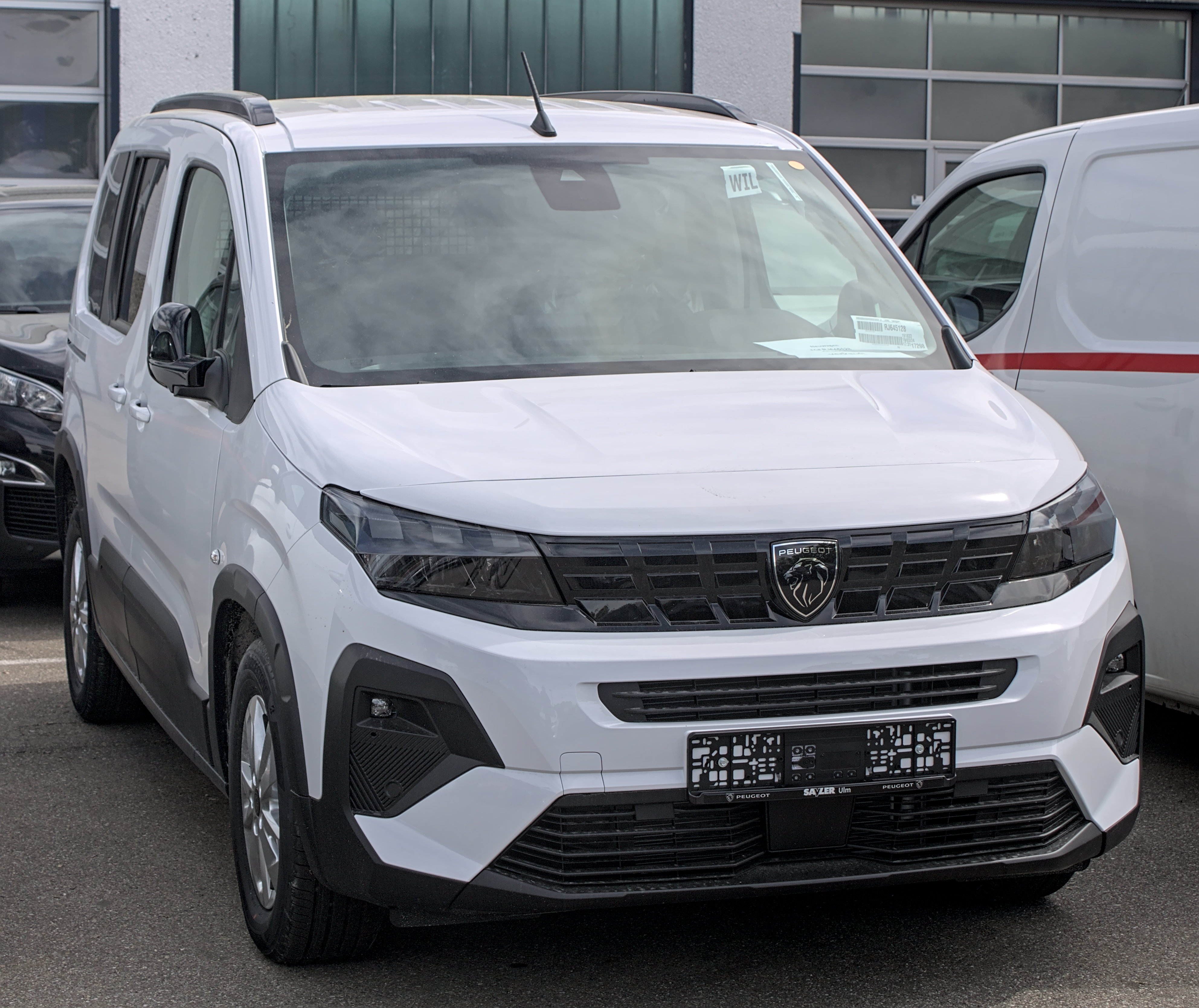
2024年モデル

### e-RIFTER
| e-RIFTER GT（2023年） |  | e-RIFTER GT（2023年） |
| e-RIFTER GT（2023年） |  |                       |

2021年2月16日、電気自動車の「e-RIFTER（イーリフター）」を欧州で発表した。同年1月26日に発表されたパートナーの電気自動車である「e-PARTNER（イーパートナー）」の乗用版にあたり、5人乗りと7人乗りが用意される。最高出力136hp、最大トルク26.5kgmのモーターと蓄電容量50kWhのリチウムイオンバッテリーを搭載し、最大航続距離は280km。
2022年1月6日、欧州で販売するリフターを同月から順次e-リフターのみとすることを発表した。

### 日本での販売
2019年10月18日、日本向け仕様が発表され、翌日9時よりオンライン予約注文申込の受付を開始。導入されるのは特別仕様車「デビューエディション」で、1.5Lディーゼルターボエンジンと8速AT「EAT8」を組み合わせる。
2020年11月25日、カタログモデルを販売開始。導入されるのは、「Allure（アリュール）」と特別仕様車「GT Line First Limited（GTライン・ファーストリミテッド）」で、後者には大径アロイホイールが装備されるほか、ブラウン基調のツートンインテリアや上級ファブリックのシート表皮が採用されている。パワートレインは「デビューエディション」と同じ、1.5Lディーゼルターボエンジンと8速AT「EAT8」の組み合わせである。
2021年3月1日、上級グレードの「GT」を追加。特別仕様車のGT Line First Limitedは在庫限りで販売終了となる。
2023年1月20日、3列シート7人乗りのロングホイールベースモデル「RIFTER LONG（リフター ロング）」を追加。グレードは「GT」のみ。
2023年10月5日、リフター ロングの特別仕様車「GT Drive Edition」を160台限定で発売。デジタルリアビューミラーやパークアシスト、チャイルドウォッチミラー、サンブラインドを特別装備した。
2024年8月22日、マイナーチェンジ。新世代のブランドロゴを採用すると共にフロントフェイスはブロック型のフロントグリルと3本爪をモチーフにしたブロック型シグネチャーライトを採用したデザインに刷新。ヘッドライトおよびフォグランプもハロゲンからLEDに変更された。インフォテイメントシステムも画面サイズを8インチから10インチに拡大するなど刷新。メータークラスターもアナログからデジタルに刷新された。安全装備面ではアダプティブクルーズコントロールにミリ波レーダーを追加して性能の向上を図ると共にレーンポジショニングアシストが追加された。また、従来の5人乗りモデルに装備されていたマルチパノラミックルーフとリアシーリングボックスが廃止され、リアゲート開口が拡大された。グレードは5人乗り、7人乗り（ロング）共に「GT」のみ。

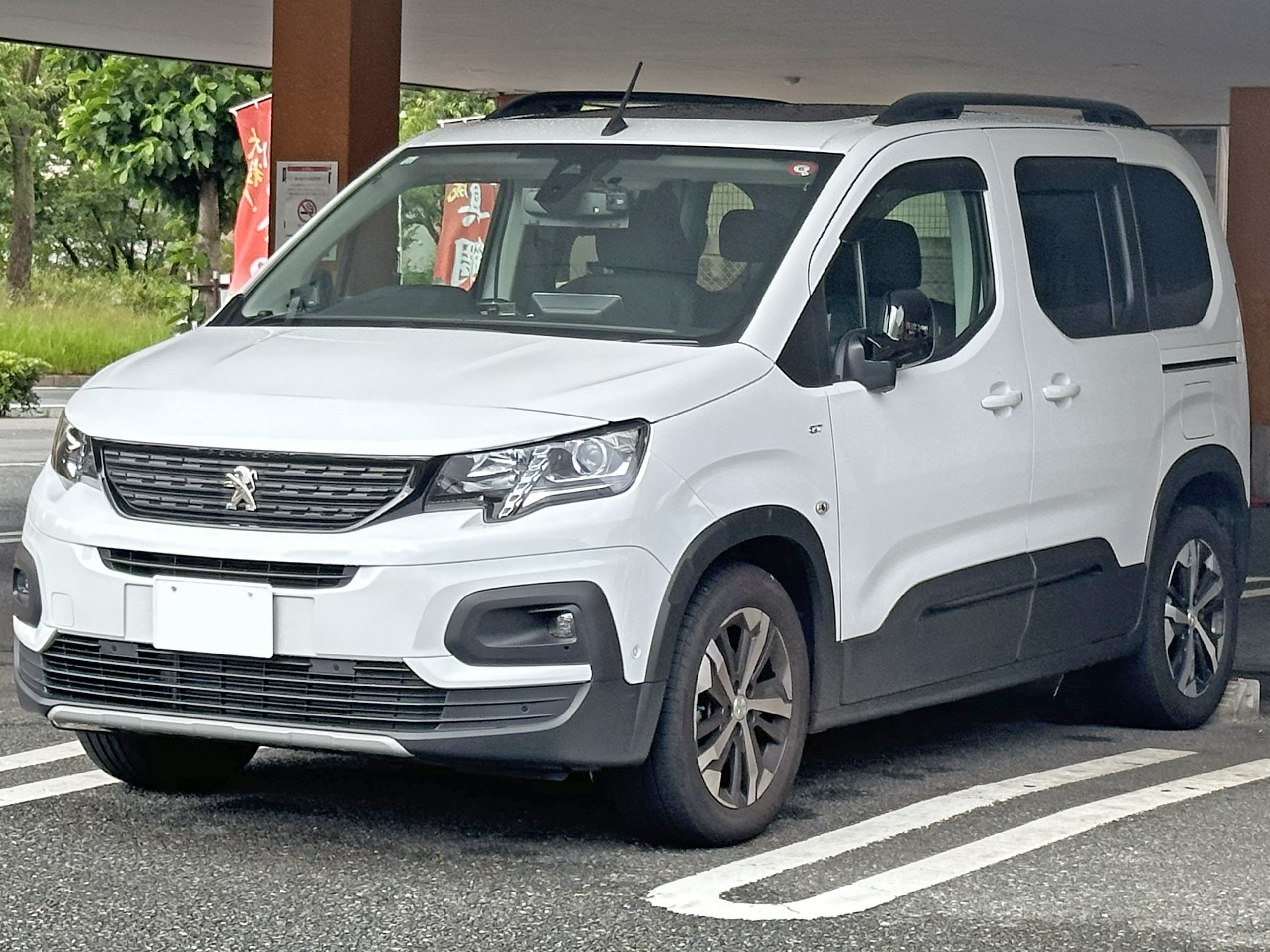
日本仕様 2021年3月登場型 GT
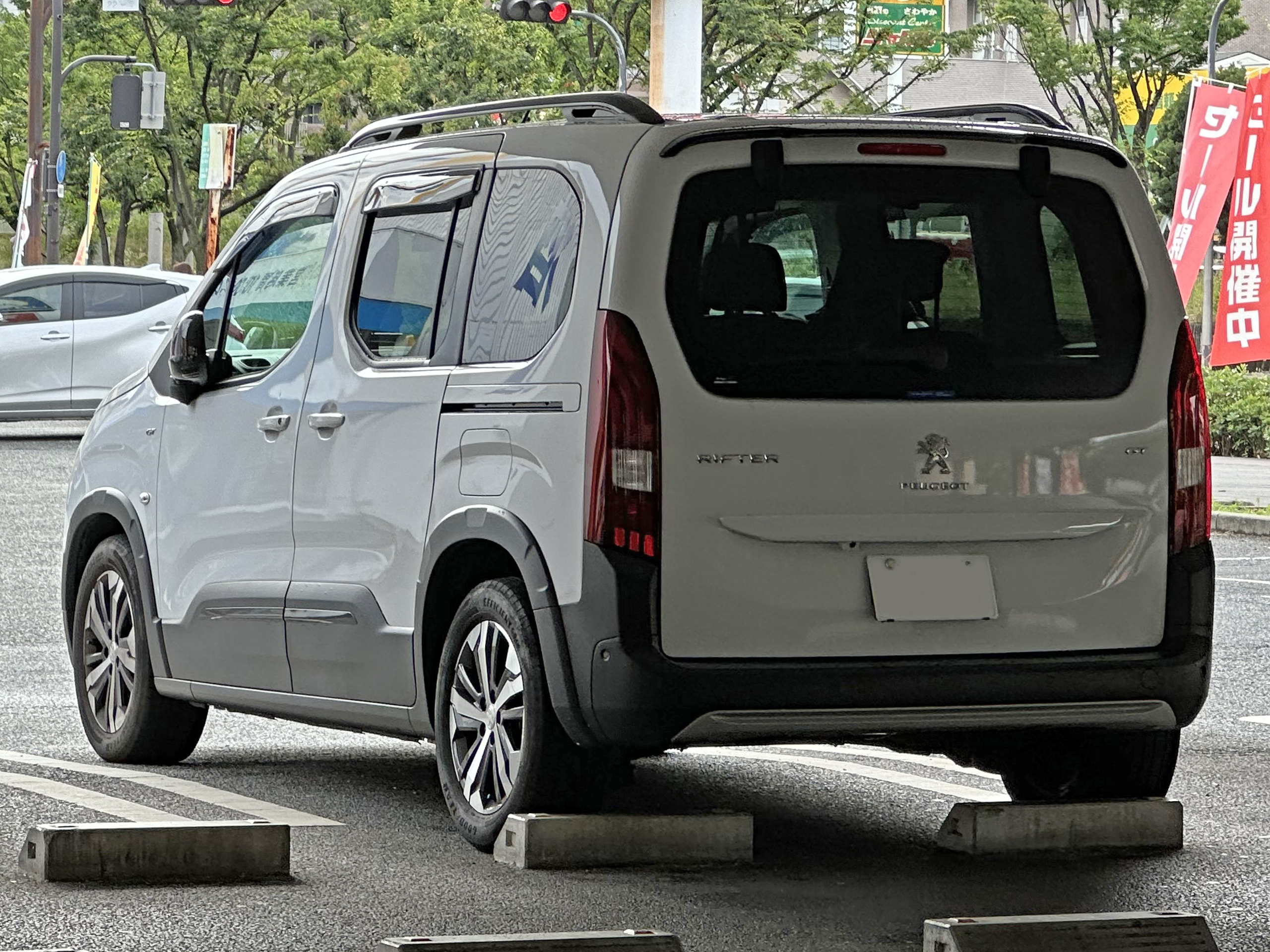
日本仕様 2021年3月登場型 GT リア
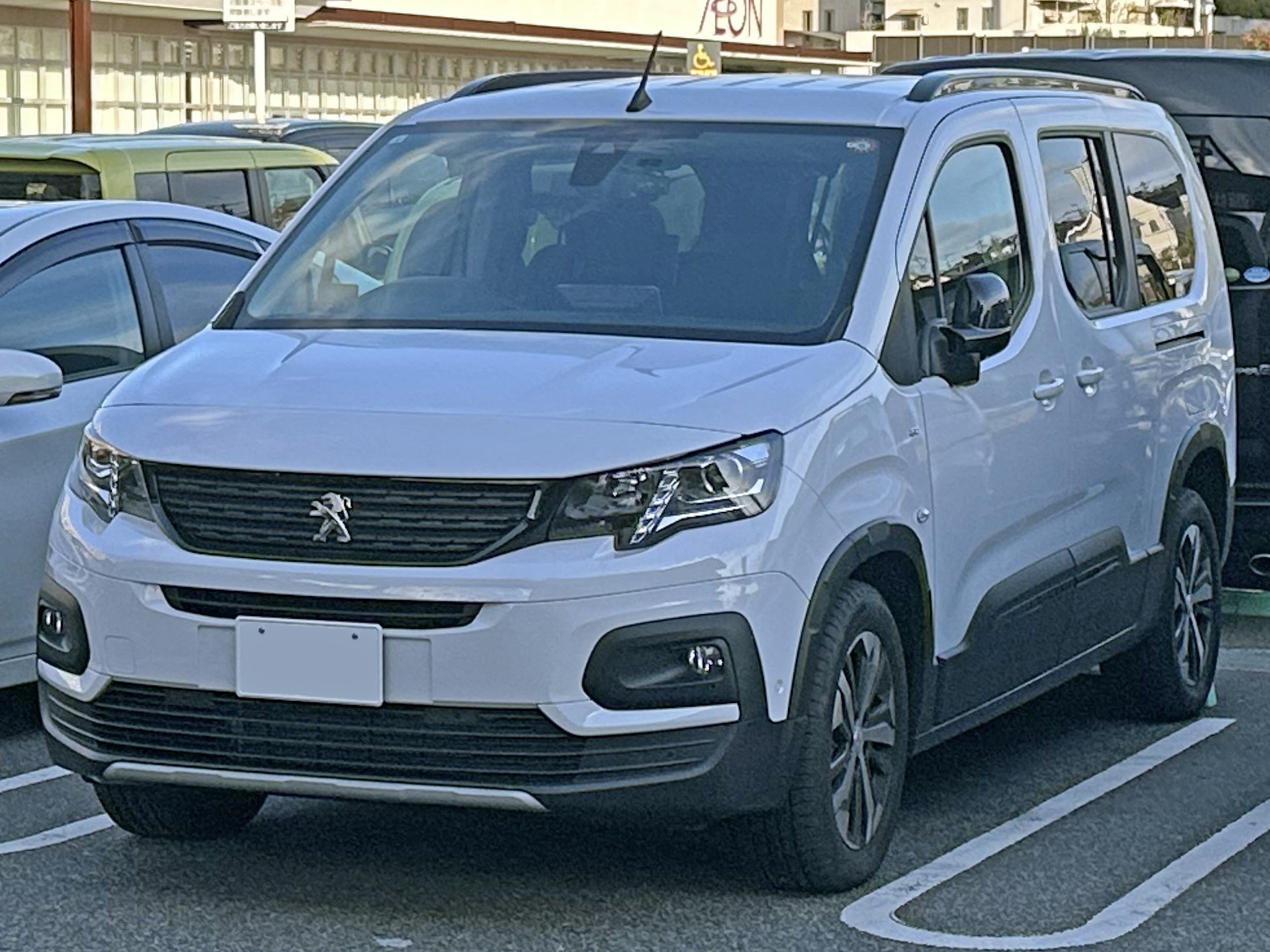
日本仕様 2023年1月登場型 ロングGT
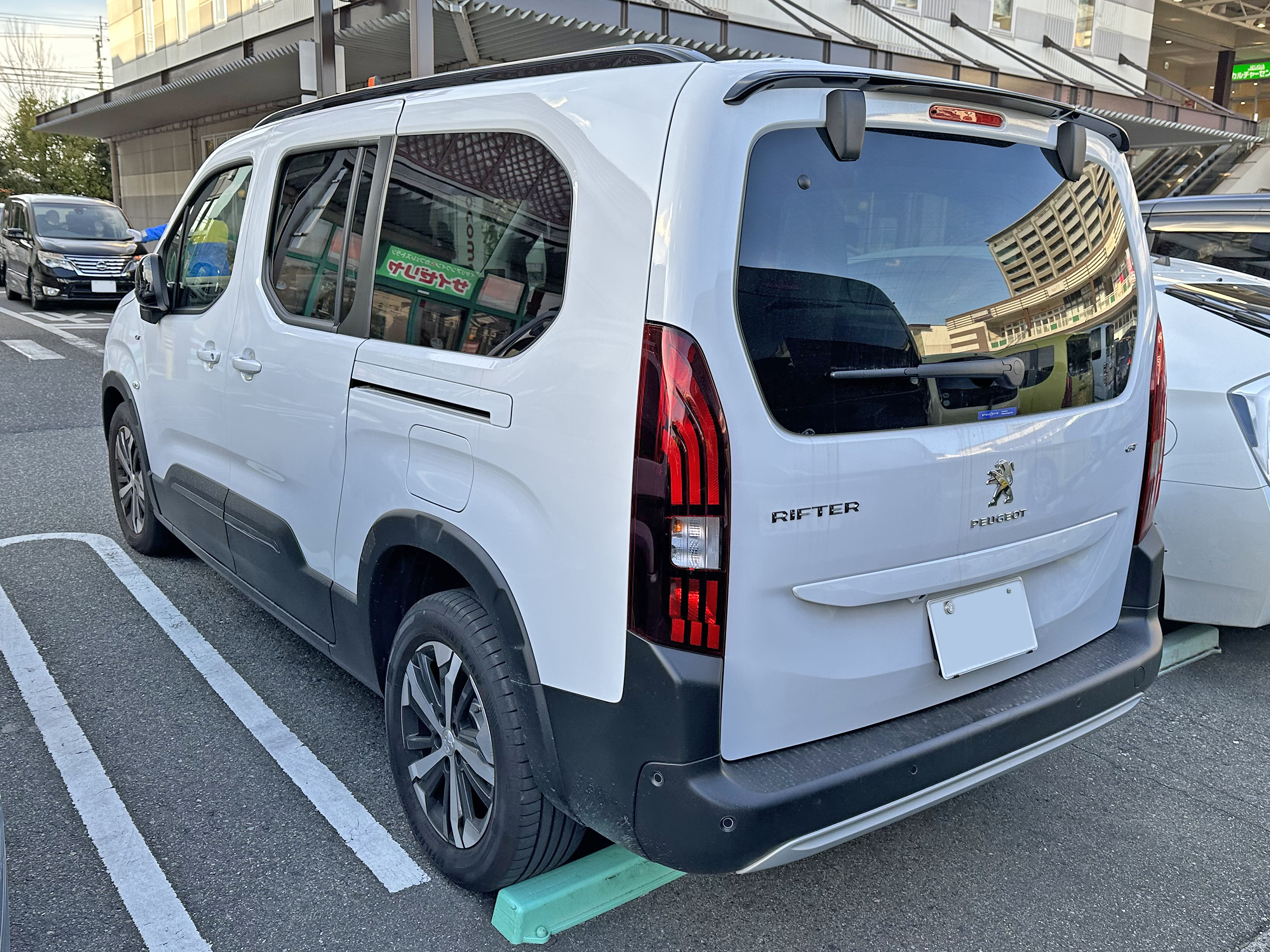
日本仕様 2023年1月登場型 ロングGT リア
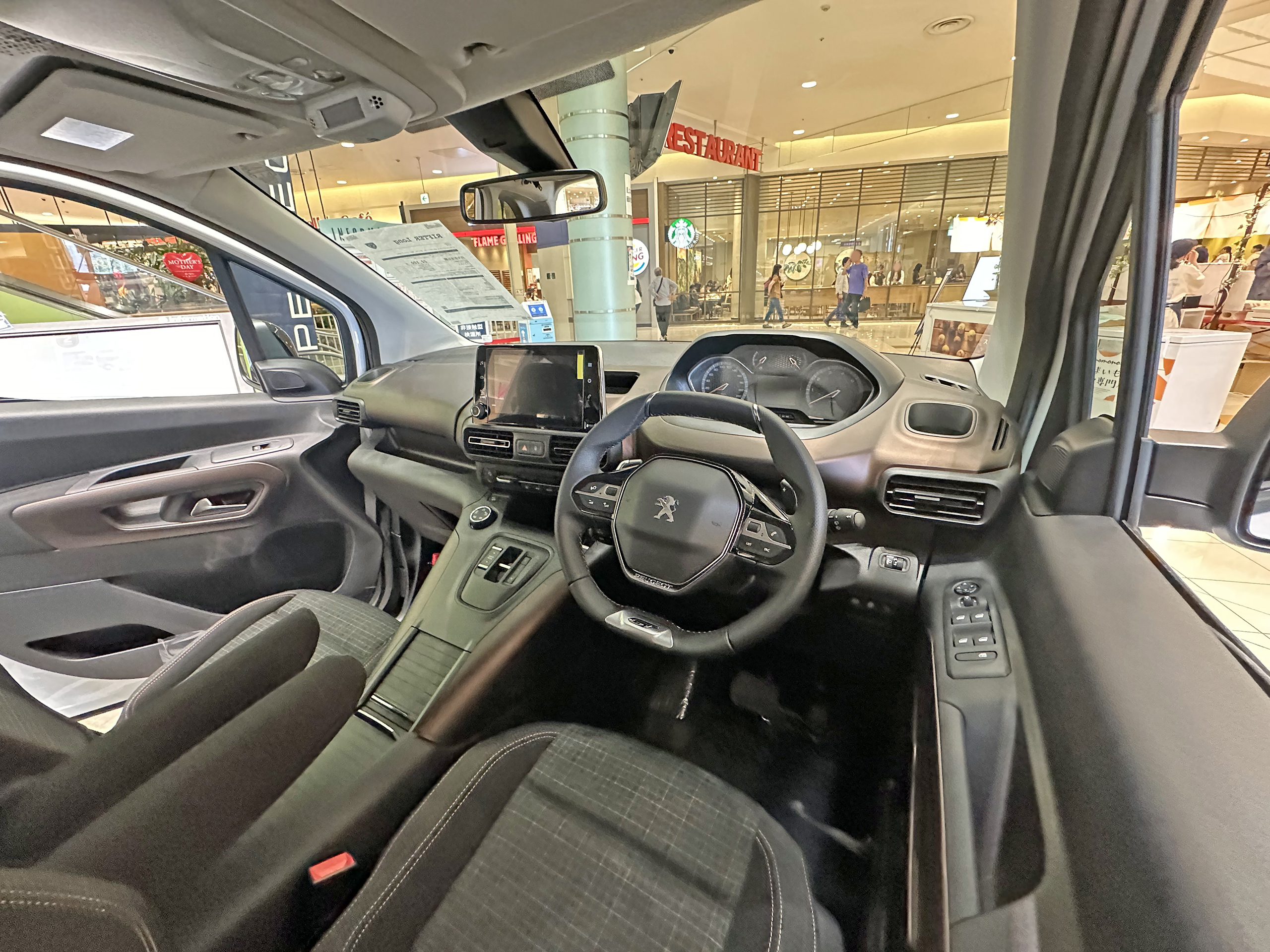
日本仕様 2023年1月登場型 ロングGT インテリア
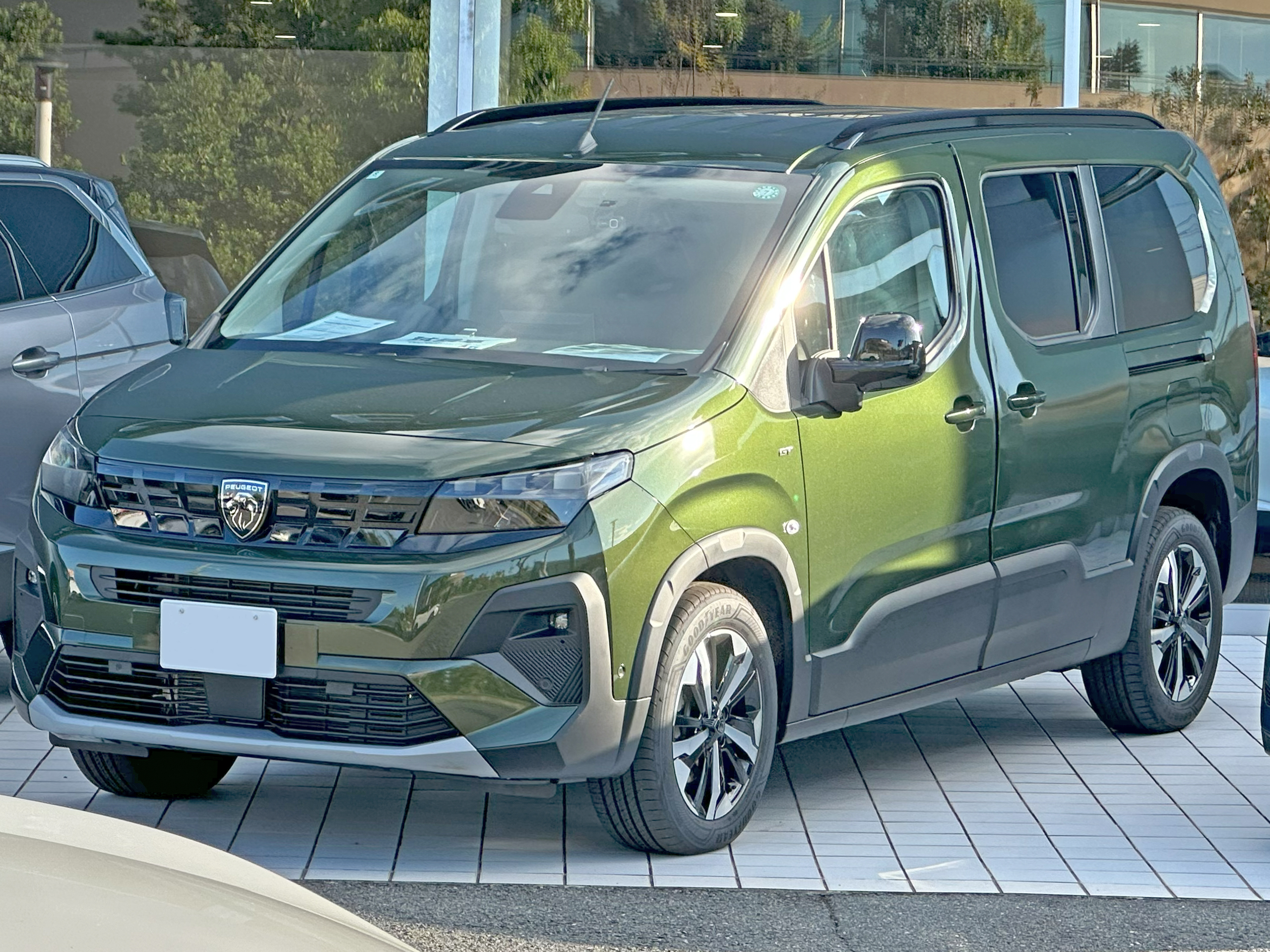
日本仕様 2024年8月改良型 ロングGT
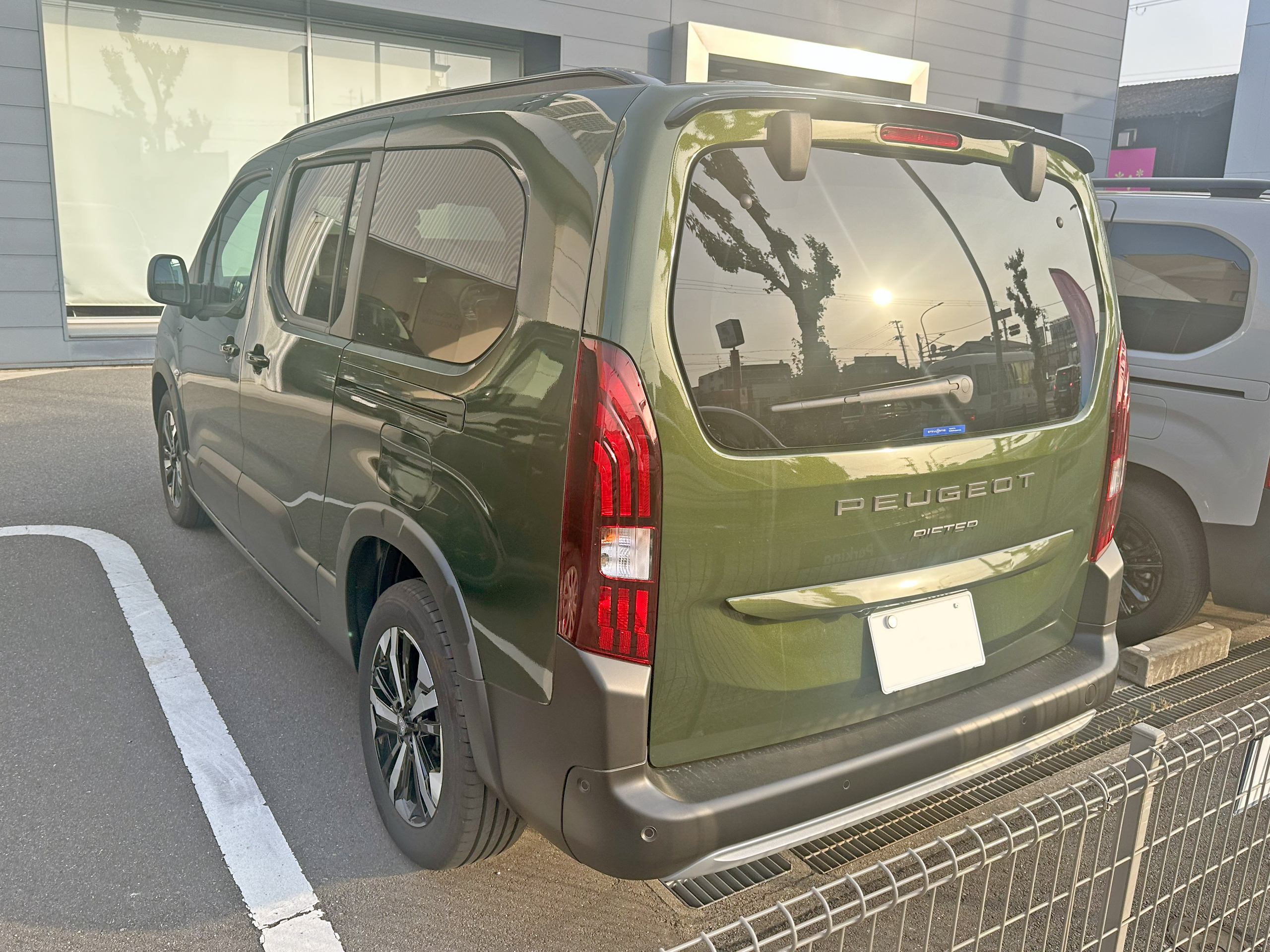
日本仕様 2024年8月改良型 ロングGT リア